# Larry Evans
Larry Melvyn Evans (* 22. März 1932 in New York; † 15. November 2010 in Reno) war ein US-amerikanischer Schachspieler und Schachjournalist.

## Leben
Larry Evans wuchs in Manhattan auf und zeigte schon als Jugendlicher ein großes Schachtalent. Er spielte auf der Straße Schach um kleine Geldbeträge und gewann dreimal die Meisterschaft des Marshall Chess Club. Im Jahre 1949 wurde er, geteilt mit Arthur Bisguier, Jugendmeister der USA. 1950 nahm er als zweiter Reservespieler in Dubrovnik an seiner ersten Schacholympiade teil und erzielte dort mit neun Punkten aus elf Partien ein überragendes Ergebnis, für das er mit einer Goldmedaille ausgezeichnet wurde. 1951 wurde er Landesmeister der USA und ließ dabei unter anderen Samuel Reshevsky hinter sich. Im Jahre 1952 wurde er Internationaler Meister. In den prestigeträchtigen Länderkämpfen USA – UdSSR siegte er 1954 gegen Mark Taimanow (2:1 bei einem Remis), verlor jedoch ein Jahr später gegen David Bronstein (eine Niederlage, drei Remis). Im Jahre 1957 erhielt er den Großmeistertitel und wurde vom US-Außenministerium zum Schachbotschafter ernannt. 1961/62 und 1968 gewann er, jeweils in Abwesenheit von Bobby Fischer, erneut die USA-Meisterschaft. In internationalen Turnieren erzielte er weniger bedeutende Erfolge, so kam er beim Interzonenturnier in Amsterdam 1964 nur auf Platz 14. Evans gab daraufhin seine eigenen Ambitionen auf den Weltmeistertitel auf, unterstützte aber seinen Landsmann Fischer als Sekundant. Er arbeitete auch an dessen Buch My sixty memorable games mit. Evans blieb bis 1976 Mitglied der Nationalmannschaft; er nahm an insgesamt acht Schacholympiaden teil. Er wurde 1976 in Haifa Olympiasieger und erreichte 1966 in Havanna mit der Mannschaft den zweiten Platz, in der Einzelwertung gewann er neben der Goldmedaille von 1950 eine Silbermedaille am vierten Brett 1958 in München und eine Bronzemedaille 1976 am dritten Brett. 1980 kam Evans noch einmal auf den 1. Platz bei der Landesmeisterschaft, geteilt mit Walter Browne und Larry Christiansen. Die United States Chess Federation nahm ihn 1994 in die US Chess Hall of Fame auf.
Am 15. November 2010 gegen 15 Uhr verstarb er im Washoe Hospital in Reno, Nevada, durch Komplikationen nach einer Gallenblasenoperation.
Vor Einführung der Elo-Zahlen betrug seine beste historische Elo-Zahl 2673 im August 1952, damit zählte er zu den zwanzig besten Spielern der Welt. Nach 1988 spielte Evans keine Elo-gewertete Partien mehr.

## Schriftstellerische Tätigkeit
Evans entfaltete schon früh eine rege journalistische und schriftstellerische Tätigkeit. Bereits 1950 gab er, in einer limitierten Auflage von 500 Exemplaren, die Partiesammlung David Bronstein's best games of chess, 1944-1949 heraus. 1958 veröffentlichte er das Buch New ideas in chess, das ein großer Verkaufserfolg wurde. Seit 1960 hatte er eine regelmäßige Kolumne in der auflagenstärksten amerikanischen Schachzeitschrift Chess life & review, in der er Leseranfragen zu schachlichen Themen beantwortete. Zwischen 1961 und 1965 arbeitete er auch an der Zeitschrift American chess quarterly mit. 1965 bearbeitete er die 10. Auflage von Modern Chess Openings, einem Standardwerk über Eröffnungstheorie. Insgesamt schrieb er über zwanzig Schachbücher.
Ab 1973 arbeitete er als Journalist für die Washington Post und andere Zeitungen; eine Auswahl von 300 seiner Artikel erschien 1982 unter dem Titel The chess beat (ISBN 0-08-026926-5). Außerdem berichtete er für Zeitschriften wie das TIME Magazine über bedeutende Schachereignisse, unter anderem das Match des Jahrhunderts bei der Schachweltmeisterschaft 1972 zwischen Fischer und Spasski.